# Sostratos z Sykionu
Sostratos z Sykionu (gr. Σώστρατος ο Σικυώνιος) – starożytny grecki atleta startujący w pankrationie, olimpijczyk.
Pochodził z Sykionu na Peloponezie, jego ojciec miał na imię Sosistratos. Zdobył wieniec na trzech olimpiadach z rzędu, w 364, 360 i 356 p.n.e. Zasłynął stosowaną podczas walki techniką wykręcania i łamania palców przeciwnika, przez co przezwano go Akrochersites (Ακροχερσίτης), czyli „specjalistą od paluszków”. Szczycił się także dwoma zwycięstwami na igrzyskach pytyjskich oraz dwunastoma triumfami w Istmii i Nemei. W uznaniu zasług jego wizerunek umieszczono na sykiońskich monetach.